# Горам, Джордж Корнелиус
Джордж Корнелиус Горам (21 августа 1787 — 19 июня 1857) — британский англиканский религиозный деятель, викарий Церкви Англии, известный своими необычными богословскими взглядами, а также инициированным им судебным процессом, связанным с отказом ему в занятии поста викария. Его дело, продолжавшееся в общей сложности более двух с половиной лет, в итоге рассматривалось светским судом и вызвало широкий общественный резонанс.
Родился в Сент-Нитсе, Хантингдоншир, в семье банкира; образование получил в Куинз-колледже Кембриджского университета, поступив туда в 1805 году, и окончил это заведение в 1809 году со степенью бакалавра искусств. В 1811 году получил священнический сан, хотя наставники считали, что взгляды Горама на крещение сильно расходятся с англиканской доктриной: в частности, он утверждал, что крещёные младенцы только по факту своего крещения отнюдь не становятся членами церкви и «детьми Божьими», то есть полагал, что крещение не означает автоматического спасения души. До 1814 года был проповедником в Кембридже и проживал при оконченном им колледже. После службы кюратом в нескольких приходах (в частности, с 1818 по 1827 год служил в Клэпхеме, Суррей, в 1840—1842 годах в Мейденхеде и в 1843—1846 годах в Февли) был в феврале 1846 года утверждён викарием в Сент-Юсте, а в следующем году получил рекомендацию на переход викарием в деревню Брэмфердсбик в Девоне. Однако епископ Эксетерский Генри Филлпотс, утвердивший Горама годом ранее, ещё раз побеседовав с ним, объявил его взгляды близкими к кальвинизму, в связи с чем счёл невозможным служение такого человека в качестве англиканского викария.
В ответ на решение Филлпотса Горам обратился в церковный Арчский суд, подтвердивший правоту епископа и приговоривший истца к штрафу. Тогда Горам подал иск в судебный комитет Тайного совета, что вскоре вызвало общественную дискуссию относительно того, может ли светский суд принимать решение касательно доктрины Церкви Англии. Дело было принято к рассмотрению, и в конечном итоге комитет большинством голосов отменил решение епископа и 9 марта 1850 года постановил утвердить Горама в должности викария, при этом не обозначив никакой позиции касательно богословских взглядов истца. Филлпотс со своей стороны объявил этот приговор незаконным и пообещал, что инициирует отлучение от церкви любого иерарха, который решится утвердить Горама. 25 апреля он подал против Горама в суд общей юрисдикции встречный иск (ранее подав его в Тайный совет и получив там отказ), отклонённый 27 мая, и затем такой же иск в суд казначейства, который 11 июня признал предыдущие судебные решения верными.
Это событие, фактически означавшее признание Церковью Англии своего подчинённого положения по отношению к государству, привело к отходу от англиканства четырнадцати уважаемых священников, в том числе Генри Мэннинга, перешедшего в католицизм и ставшего впоследствии кардиналом. Тяжба вызвала большой интерес со стороны различных религиозных деятелей, всего о ней и связанным с ней вопросам было опубликовано более 50 работ.
Горам, приступив к исполнению обязанностей викария Брэмфердсбика 6 августа 1851 года, провёл на этом посту всю свою оставшуются жизнь, получив ограниченную известность восстановлением здания местной церкви, а также как антиквар и автор ряда богословских брошюр.